# Gastrochilus calceolaris
Gastrochilus calceolaris är en orkidéart som först beskrevs av Buch.-ham. och James Edward Smith, och fick sitt nu gällande namn av David Don. Gastrochilus calceolaris ingår i släktet Gastrochilus och familjen orkidéer. IUCN kategoriserar arten globalt som akut hotad. Inga underarter finns listade i Catalogue of Life.

## Bildgalleri

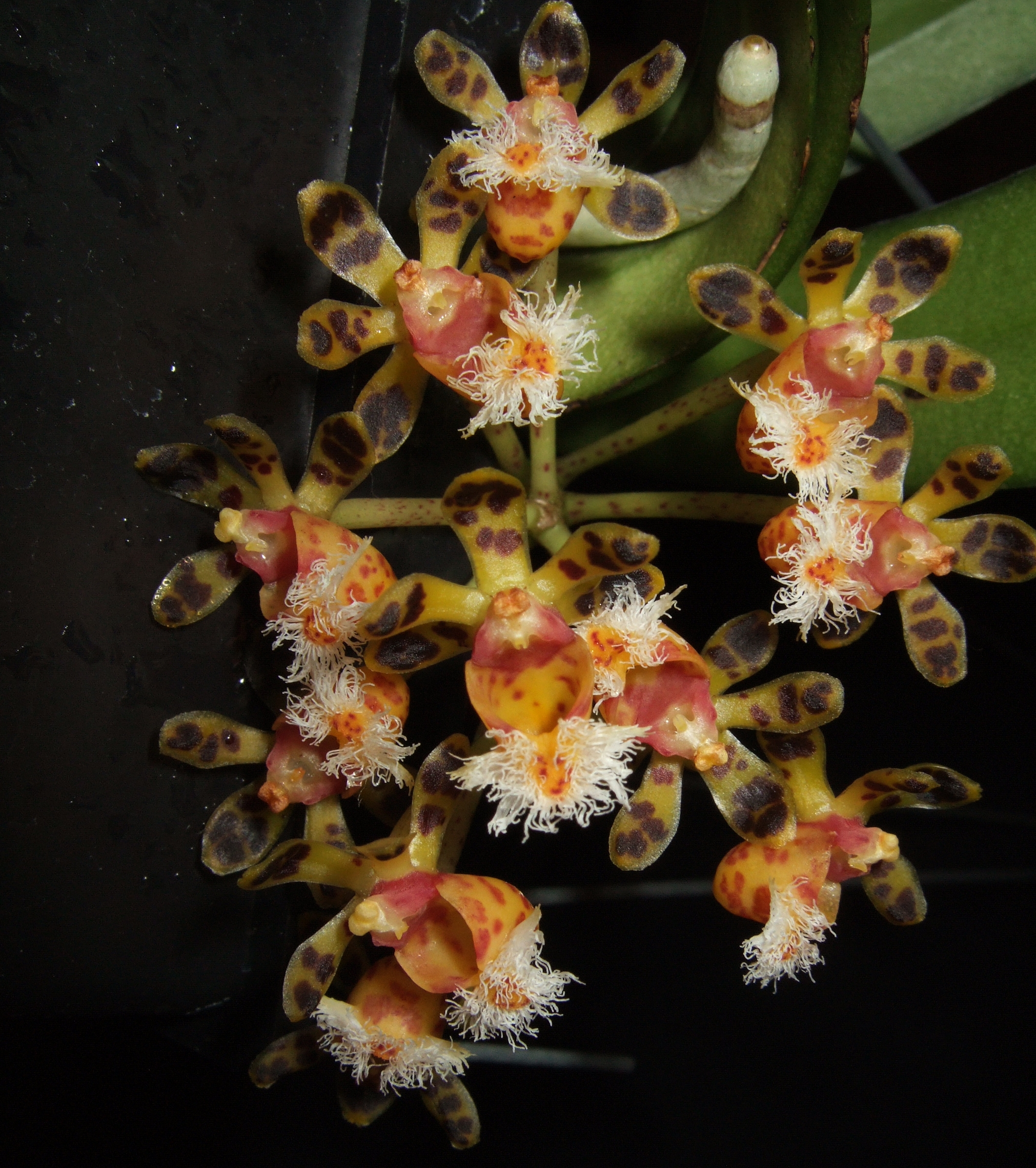
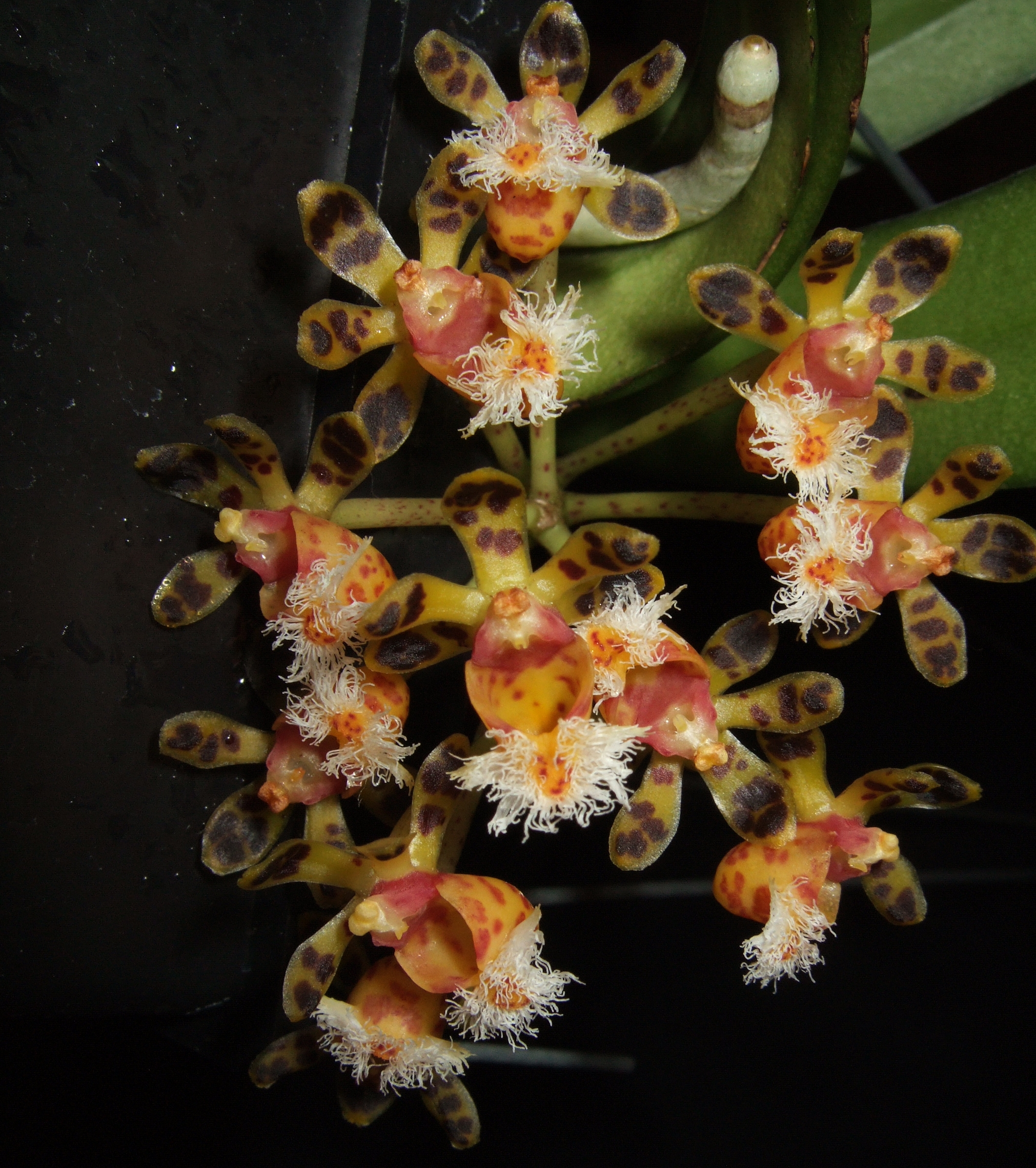
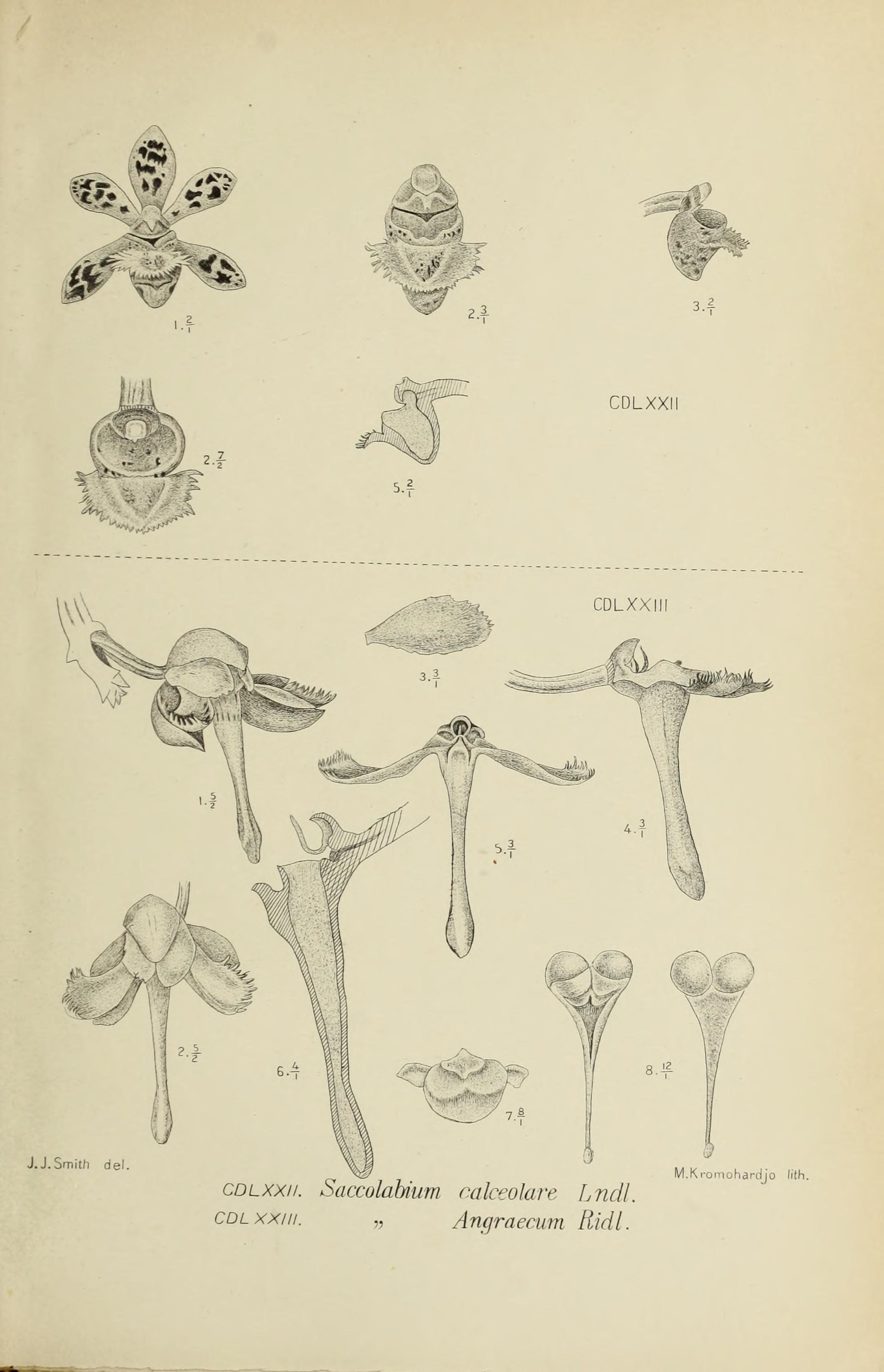